# Альхесірас
Альхе́сірас (ісп. Algeciras) — місто на півдні Іспанії, в Андалусії, у провінції Кадіс, на березі затоки Ґібралтар, у східній частині однойменної протоки. Назва Альхесірас походить від арабського слова аль-Джазіра — півострів.

## Географія
Альхе́сірас — порт і фортеця в Альхесіраській бухті на узбережжі Гібралтарської протоки в Середземному морі напроти англійської фортеці Гібралтар. Разом з сусідніми містами, Ла-Лінеа-де-ла-Консепсьйон і Гібралтар, утворює міську агломерацію.

## Історія
844 року місто зруйнували вікінги.
У 1906 році в місті Альхесірас (Іспанія) відбулася міжнародна конференція з питання про розподіл сфер впливу на Марокко.

## Економіка
Сучасний порт Альхесірас є одним з найжвавіших у Європі. Він має регулярне поромне сполучення з Танжером в Марокко і з іспанським автономним містом — Сеута. Звідси відбувається вивезення корку.
Курорт.

## Відомі мешканці
- Аль-Мансур (938—1002) — видатний державний діяч і воєначальник мусульманської Іспанії
- Пако де Лусія — іспанський гітарист і композитор стилю «нове фламенко»
- Альваро Морте — іспанський актор кіно і телебачення.